# No Picnic
No Picnic je americký hraný film, který natočil režisér Philip Hartman podle vlastního scénáře. Hráli v něm Judith Malina, Richard Hell, Steve Buscemi, Luis Guzmán a další. Je příběhem neúspěšného hudebníka, který hledá svou vysněnou ženu. Jde o černobílý film, který byl natočen v New Yorku v roce 1985. Premiéry se dočkal roku následujícího. Snímek byl uveden na Festivalu Sundance, kde byl nominován na Velkou cenu poroty za nejlepší hraný film. Úspěchu se mu však dostalo v kameramanské kategorii (Peter Hutton). Roku 1990 byl uveden v Anthology Film Archives. Ve filmu byly použity písně například od Lennyho Kaye, Charlese Minguse či Fela Kutiho.